# Liste der Kulturdenkmale in Berlin-Tiergarten

Lage von Tiergarten in Berlin

In der Liste der Kulturdenkmale von Tiergarten sind die Kulturdenkmale des Berliner Ortsteils Tiergarten im Bezirk Mitte aufgeführt.

## Denkmalbereiche (Ensembles)
| Nr.      | Lage | Offizielle Bezeichnung | Bestandteile / Beschreibung | Bild                                |
| -------- | --- | --- | --- | ----------------------------------- |
| 09050202 | Herbert-von-Karajan-Straße 1, 11 Matthäikirchplatz Potsdamer Straße 33–37, 50 Reichpietschufer 46 Scharounstraße 7 Tiergartenstraße 1 (Lage) | Kulturforum Baudenkmale siehe: Herbert-von-Karajan-Straße 1 Matthäikirchplatz Potsdamer Straße 33–37, 50 Gartendenkmal siehe: Tiergartenstraße | Weitere Bestandteile des Ensembles:                                                                                                | Weitere Bestandteile des Ensembles: |
| 09050202 | Herbert-von-Karajan-Straße 1, 11 Matthäikirchplatz Potsdamer Straße 33–37, 50 Reichpietschufer 46 Scharounstraße 7 Tiergartenstraße 1 (Lage) | Kulturforum Baudenkmale siehe: Herbert-von-Karajan-Straße 1 Matthäikirchplatz Potsdamer Straße 33–37, 50 Gartendenkmal siehe: Tiergartenstraße | 09050204 – Herbert-von-Karajan-Straße 11, Kammermusiksaal, 1984–1987 von Edgar Wisniewski                                          |                                     |
| 09050202 | Herbert-von-Karajan-Straße 1, 11 Matthäikirchplatz Potsdamer Straße 33–37, 50 Reichpietschufer 46 Scharounstraße 7 Tiergartenstraße 1 (Lage) | Kulturforum Baudenkmale siehe: Herbert-von-Karajan-Straße 1 Matthäikirchplatz Potsdamer Straße 33–37, 50 Gartendenkmal siehe: Tiergartenstraße | Stahlplastiken „Echo I und Echo II“, 1988 von Bernhard Heiliger                                                                    |                                     |
| 09050202 | Herbert-von-Karajan-Straße 1, 11 Matthäikirchplatz Potsdamer Straße 33–37, 50 Reichpietschufer 46 Scharounstraße 7 Tiergartenstraße 1 (Lage) | Kulturforum Baudenkmale siehe: Herbert-von-Karajan-Straße 1 Matthäikirchplatz Potsdamer Straße 33–37, 50 Gartendenkmal siehe: Tiergartenstraße | 09050205 – Tiergartenstraße 1, Musikinstrumentenmuseum und Staatliches Institut für Musikforschung, 1979–1984 von Edgar Wisniewski |                                     |
| 09050209 | Potsdamer Straße 103/107 (Lage) | Mietshausgruppe Baudenkmale siehe: Potsdamer Straße 103, 105                                                                                   | Weiterer Bestandteil des Ensembles:                                                                                                | Weiterer Bestandteil des Ensembles: |
| 09050209 | Potsdamer Straße 103/107 (Lage) | Mietshausgruppe Baudenkmale siehe: Potsdamer Straße 103, 105                                                                                   | 09050212 – Potsdamer Straße 107, Mietshaus, 1865–1866 von R. Langner und G. Wildgrube                                              |                                     |

## Denkmalbereiche (Gesamtanlagen)
| Nr.      | Lage | Offizielle Bezeichnung | Beschreibung | Bild                                                               |
| -------- | --- | --- | --- | ------------------------------------------------------------------ |
| 09050233 | Budapester Straße 2A/30 (Lage)                                                                                                | Hotel Intercontinental (ehem. Hilton) | Hilton-Hotel, 1957–1960 von Pereira & Luckman, Schwebes & Schoszberger |                                                                    |
| 09050233 | Budapester Straße 2A/30 (Lage)                                                                                                | Hotel Intercontinental (ehem. Hilton) | Ladenpassage, 1957–1960 von Pereira & Luckman, Schwebes & Schoszberger |                                                                    |
| 09050439 | Budapester Straße 30A/36 Hardenbergplatz 6/14 Katharina-Heinroth-Ufer 3 Lichtensteinallee (Lage)                              | Zoologischer Garten Berlin | 1841–1844 von Peter Joseph Lenné, später mehrfach umgestaltet | 1841–1844 von Peter Joseph Lenné, später mehrfach umgestaltet      |
| 09050439 | Budapester Straße 30A/36 Hardenbergplatz 6/14 Katharina-Heinroth-Ufer 3 Lichtensteinallee (Lage)                              | Zoologischer Garten Berlin | Antilopenhaus, 1871–1872 von Ende & Böckmann |                                                                    |
| 09050439 | Budapester Straße 30A/36 Hardenbergplatz 6/14 Katharina-Heinroth-Ufer 3 Lichtensteinallee (Lage)                              | Zoologischer Garten Berlin | Rotes Hirschhaus, 1896–1897 von Kayser & v. Großheim |                                                                    |
| 09050439 | Budapester Straße 30A/36 Hardenbergplatz 6/14 Katharina-Heinroth-Ufer 3 Lichtensteinallee (Lage)                              | Zoologischer Garten Berlin | Kleines Hirschhaus, 1896–1897 von Kayser & v. Großheim |                                                                    |
| 09050439 | Budapester Straße 30A/36 Hardenbergplatz 6/14 Katharina-Heinroth-Ufer 3 Lichtensteinallee (Lage)                              | Zoologischer Garten Berlin | Neptuntempel (Uechtritz-Brunnen) mit Wasserfall, 1898 von Cuno von Uechtritz-Steinkirch                                                                                            |                                                                    |
| 09050439 | Budapester Straße 30A/36 Hardenbergplatz 6/14 Katharina-Heinroth-Ufer 3 Lichtensteinallee (Lage)                              | Zoologischer Garten Berlin | Grünes Hirschhaus, 1898 von Kayser & v. Großheim |                                                                    |
| 09050439 | Budapester Straße 30A/36 Hardenbergplatz 6/14 Katharina-Heinroth-Ufer 3 Lichtensteinallee (Lage)                              | Zoologischer Garten Berlin | Bärenfiguren vom ehem. Tiergarteneingang |                                                                    |
| 09050439 | Budapester Straße 30A/36 Hardenbergplatz 6/14 Katharina-Heinroth-Ufer 3 Lichtensteinallee (Lage)                              | Zoologischer Garten Berlin | Kentaur und Nymphe, 1901 von Reinhold Begas |                                                                    |
| 09050439 | Budapester Straße 30A/36 Hardenbergplatz 6/14 Katharina-Heinroth-Ufer 3 Lichtensteinallee (Lage)                              | Zoologischer Garten Berlin | Anlagen für Wassernagetiere und Meerschweinchenverwandte, 1902–1903 |                                                                    |
| 09050439 | Budapester Straße 30A/36 Hardenbergplatz 6/14 Katharina-Heinroth-Ufer 3 Lichtensteinallee (Lage)                              | Zoologischer Garten Berlin | Hühner- und Taubenhaus, 1908 von Stegmüller |                                                                    |
| 09050439 | Budapester Straße 30A/36 Hardenbergplatz 6/14 Katharina-Heinroth-Ufer 3 Lichtensteinallee (Lage)                              | Zoologischer Garten Berlin | Löwen des Löwentores, 1908–1909 von Zaar & Vahl |                                                                    |
| 09050439 | Budapester Straße 30A/36 Hardenbergplatz 6/14 Katharina-Heinroth-Ufer 3 Lichtensteinallee (Lage)                              | Zoologischer Garten Berlin | Afrikanisches Tierhaus für pferdeartige Tiere, 1909–1910 von Zaar & Vahl |                                                                    |
| 09050439 | Budapester Straße 30A/36 Hardenbergplatz 6/14 Katharina-Heinroth-Ufer 3 Lichtensteinallee (Lage)                              | Zoologischer Garten Berlin | Persischer Turm für pferdeartige Tiere, 1909–1910 von Zaar & Vahl |                                                                    |
| 09050439 | Budapester Straße 30A/36 Hardenbergplatz 6/14 Katharina-Heinroth-Ufer 3 Lichtensteinallee (Lage)                              | Zoologischer Garten Berlin | Adlerfelsen, 1909 |                                                                    |
| 09050439 | Budapester Straße 30A/36 Hardenbergplatz 6/14 Katharina-Heinroth-Ufer 3 Lichtensteinallee (Lage)                              | Zoologischer Garten Berlin | Schweinehaus, 1910 |                                                                    |
| 09050439 | Budapester Straße 30A/36 Hardenbergplatz 6/14 Katharina-Heinroth-Ufer 3 Lichtensteinallee (Lage)                              | Zoologischer Garten Berlin | Aquarium, 1911–1913 von Zaar & Vahl |                                                                    |
| 09050439 | Budapester Straße 30A/36 Hardenbergplatz 6/14 Katharina-Heinroth-Ufer 3 Lichtensteinallee (Lage)                              | Zoologischer Garten Berlin | Bärentor (Kassenhäuschen mit Bär), 1928–1929 von Fritz Höger |                                                                    |
| 09050439 | Budapester Straße 30A/36 Hardenbergplatz 6/14 Katharina-Heinroth-Ufer 3 Lichtensteinallee (Lage)                              | Zoologischer Garten Berlin | Bär am Kassenhäuschen |                                                                    |
| 09050439 | Budapester Straße 30A/36 Hardenbergplatz 6/14 Katharina-Heinroth-Ufer 3 Lichtensteinallee (Lage)                              | Zoologischer Garten Berlin | Dienstwohnhaus, 1928–1929 von Fritz Höger |                                                                    |
| 09050439 | Budapester Straße 30A/36 Hardenbergplatz 6/14 Katharina-Heinroth-Ufer 3 Lichtensteinallee (Lage)                              | Zoologischer Garten Berlin | Pavillon am Restaurant, 1931 |                                                                    |
| 09050439 | Budapester Straße 30A/36 Hardenbergplatz 6/14 Katharina-Heinroth-Ufer 3 Lichtensteinallee (Lage)                              | Zoologischer Garten Berlin | Robbenfelsen, 1931 |                                                                    |
| 09050439 | Budapester Straße 30A/36 Hardenbergplatz 6/14 Katharina-Heinroth-Ufer 3 Lichtensteinallee (Lage)                              | Zoologischer Garten Berlin | Affenfelsen, 1932 |                                                                    |
| 09050439 | Budapester Straße 30A/36 Hardenbergplatz 6/14 Katharina-Heinroth-Ufer 3 Lichtensteinallee (Lage)                              | Zoologischer Garten Berlin | Löwensteppe, 1935–1936 |                                                                    |
| 09050439 | Budapester Straße 30A/36 Hardenbergplatz 6/14 Katharina-Heinroth-Ufer 3 Lichtensteinallee (Lage)                              | Zoologischer Garten Berlin | Tierkrankenhaus, 1935–1936 |                                                                    |
| 09050439 | Budapester Straße 30A/36 Hardenbergplatz 6/14 Katharina-Heinroth-Ufer 3 Lichtensteinallee (Lage)                              | Zoologischer Garten Berlin | Bären- und Wolfsanlage, 1937 |                                                                    |
| 09050439 | Budapester Straße 30A/36 Hardenbergplatz 6/14 Katharina-Heinroth-Ufer 3 Lichtensteinallee (Lage)                              | Zoologischer Garten Berlin | Gebirgstieranlage, 1938–1939 |                                                                    |
| 09050439 | Budapester Straße 30A/36 Hardenbergplatz 6/14 Katharina-Heinroth-Ufer 3 Lichtensteinallee (Lage)                              | Zoologischer Garten Berlin | Büste Martin Hinrich Carl Lichtenstein, 1852, 1859, 1953 von Albert Wolff |                                                                    |
| 09050439 | Budapester Straße 30A/36 Hardenbergplatz 6/14 Katharina-Heinroth-Ufer 3 Lichtensteinallee (Lage)                              | Zoologischer Garten Berlin | Elefantentor (Rekonstruktion 1984), 1899, 1983–1985 von Zaar und Vahl |                                                                    |
| 09050265 | Genthiner Straße 30A–K (Lage)                                                                                                 | Wohnhausgruppe Begaswinkel | Genthiner Straße 30A–B, 1872–1873 von Ernst Klingenberg |                                                                    |
| 09050265 | Genthiner Straße 30A–K (Lage)                                                                                                 | Wohnhausgruppe Begaswinkel | Genthiner Straße 30F-G |                                                                    |
| 09050265 | Genthiner Straße 30A–K (Lage)                                                                                                 | Wohnhausgruppe Begaswinkel | Genthiner Straße 30I-K |                                                                    |
| 09050265 | Genthiner Straße 30A–K (Lage)                                                                                                 | Wohnhausgruppe Begaswinkel | Skulptur von Kube & Starcke, 1962 (Nachbildung eines Narziss, um 1880) |                                                                    |
| 09050419 | Großer Stern (Lage) | Großer Stern | Berliner Siegessäule 1865–1873 von Johann Heinrich Strack, mit Viktoria von Friedrich Drake, 1938–1939 Verlängerung der Säule um 7,5 m durch Einsetzung einer zusätzlichen Trommel |                                                                    |
| 09050419 | Großer Stern (Lage) | Großer Stern | Denkmal Otto von Bismarck, 1897–1901 von Reinhold Begas |                                                                    |
| 09050419 | Großer Stern (Lage) | Großer Stern | Denkmal Albrecht Graf von Roon, 1904 von Harro Magnussen |                                                                    |
| 09050419 | Großer Stern (Lage) | Großer Stern | Denkmal Helmuth Graf von Moltke, 1904 von Joseph Uphues |                                                                    |
| 09050419 | Großer Stern (Lage) | Großer Stern | vier Torhäuser mit Umfassungsmauern, 1941 von Johannes Huntemüller |                                                                    |
| 09050419 | Großer Stern (Lage) | Großer Stern | Ringmauer mit Vasen |                                                                    |
| 09050419 | Großer Stern (Lage) | Großer Stern | Umgestaltung des Platzes und Translozierung der Denkmale vom Königsplatz 1938–1941 nach Plänen von Albert Speer (siehe auch Gartendenkmal Großer Tiergarten)                       |                                                                    |
| 09050270 | John-Foster-Dulles-Allee 10 (Lage)                                                                                            | Kongresshalle | Flachbau, 1956–1957 von Hugh A. Stubbins, Werner Düttmann und Franz Mocken; Wiederherstellung nach Dacheinsturz, 1984–1987 (siehe auch Gartendenkmal Außenanlage)                  |                                                                    |
| 09050270 | John-Foster-Dulles-Allee 10 (Lage)                                                                                            | Kongresshalle | Flachbau, 1956–1957 von Hugh A. Stubbins, Werner Düttmann und Franz Mocken; Wiederherstellung nach Dacheinsturz, 1984–1987 (siehe auch Gartendenkmal Außenanlage)                  |                                                                    |
| 09050364 | Landwehrkanal Corneliusstraße Herkulesufer Lützowufer Müller-Breslau-Straße Reichpietschufer Schöneberger Ufer Tiergartenufer | Landwehrkanal, Uferbefestigung mit Auf- und Abgängen sowie begrüntem Uferstreifen mit Baumpflanzungen und Geländer Für weitere Bestandteile des Gesamtdenkmals siehe: Charlottenburg, Kreuzberg und Neukölln | 1845–1850 von Peter Joseph Lenné (Architekt) und Johann Jacob Helfft (Baumeister), Ausbau 1883–1890 und 1936–1940                                                                  |                                                                    |
| 09050364 | Landwehrkanal Corneliusstraße Herkulesufer Lützowufer Müller-Breslau-Straße Reichpietschufer Schöneberger Ufer Tiergartenufer | Landwehrkanal, Uferbefestigung mit Auf- und Abgängen sowie begrüntem Uferstreifen mit Baumpflanzungen und Geländer Für weitere Bestandteile des Gesamtdenkmals siehe: Charlottenburg, Kreuzberg und Neukölln | Unterschleuse, 1845–1850, Umbau: 1940 & 1954 |                                                                    |
| 09050313 | Lützowstraße 42 (Lage) | Pumpstation Radialsystem VII | Kessel- und Maschinenhaus mit Schornstein, 1881–1883 von Skerl |                                                                    |
| 09050313 | Lützowstraße 42 (Lage) | Pumpstation Radialsystem VII | Beamtenwohnhaus |                                                                    |
| 09050313 | Lützowstraße 42 (Lage) | Pumpstation Radialsystem VII | Werkstattgebäude I |                                                                    |
| 09050313 | Lützowstraße 42 (Lage) | Pumpstation Radialsystem VII | Werkstattgebäude II |                                                                    |
| 09050313 | Lützowstraße 42 (Lage) | Pumpstation Radialsystem VII | Sandfang |                                                                    |
| 09050313 | Lützowstraße 42 (Lage) | Pumpstation Radialsystem VII | Begrenzungsmauern |                                                                    |
| 09097881 | Lützowstraße 44–51H (Lage) | Tor- und Stadthäuser an der Lützowstraße Errichtet für die IBA 87 | Wohnanlage, 1982–1985 | Wohnanlage, 1982–1985                                              |
| 09097881 | Lützowstraße 44–51H (Lage) | Tor- und Stadthäuser an der Lützowstraße Errichtet für die IBA 87 | Lützowstraße 44 & 46, von Vittorio Gregotti |                                                                    |
| 09097881 | Lützowstraße 44–51H (Lage) | Tor- und Stadthäuser an der Lützowstraße Errichtet für die IBA 87 | Lützowstraße 44A, von Vittorio Gregotti |                                                                    |
| 09097881 | Lützowstraße 44–51H (Lage) | Tor- und Stadthäuser an der Lützowstraße Errichtet für die IBA 87 | Lützowstraße 46A, von Vittorio Gregotti |                                                                    |
| 09097881 | Lützowstraße 44–51H (Lage) | Tor- und Stadthäuser an der Lützowstraße Errichtet für die IBA 87 | Lützowstraße 48 & 50, von Vittorio Gregotti |                                                                    |
| 09097881 | Lützowstraße 44–51H (Lage) | Tor- und Stadthäuser an der Lützowstraße Errichtet für die IBA 87 | Lützowstraße 48A, von Vittorio Gregotti |                                                                    |
| 09097881 | Lützowstraße 44–51H (Lage) | Tor- und Stadthäuser an der Lützowstraße Errichtet für die IBA 87 | Lützowstraße 50A, von Vittorio Gregotti |                                                                    |
| 09097881 | Lützowstraße 44–51H (Lage) | Tor- und Stadthäuser an der Lützowstraße Errichtet für die IBA 87 | Lützowstraße 45G–H, von Andreas Brandt |                                                                    |
| 09097881 | Lützowstraße 44–51H (Lage) | Tor- und Stadthäuser an der Lützowstraße Errichtet für die IBA 87 | Lützowstraße 47G–H, von Thomas Heiß |                                                                    |
| 09097881 | Lützowstraße 44–51H (Lage) | Tor- und Stadthäuser an der Lützowstraße Errichtet für die IBA 87 | Lützowstraße 49E–F, von Axel Liepe |                                                                    |
| 09097881 | Lützowstraße 44–51H (Lage) | Tor- und Stadthäuser an der Lützowstraße Errichtet für die IBA 87 | Lützowstraße 51E–F, von Hartmut Steigelmann |                                                                    |
| 09097881 | Lützowstraße 44–51H (Lage) | Tor- und Stadthäuser an der Lützowstraße Errichtet für die IBA 87 | Lützowstraße 47C–D, von Meinhard von Gerkan |                                                                    |
| 09097881 | Lützowstraße 44–51H (Lage) | Tor- und Stadthäuser an der Lützowstraße Errichtet für die IBA 87 | Lützowstraße 49A–B, von Meinhard von Gerkan |                                                                    |
| 09097881 | Lützowstraße 44–51H (Lage) | Tor- und Stadthäuser an der Lützowstraße Errichtet für die IBA 87 | Lützowstraße 51A–B, von Meinhard von Gerkan |                                                                    |
| 09097881 | Lützowstraße 44–51H (Lage) | Tor- und Stadthäuser an der Lützowstraße Errichtet für die IBA 87 | Lützowstraße 45, von Rainer Oefelein und Bernhard Freund |                                                                    |
| 09097881 | Lützowstraße 44–51H (Lage) | Tor- und Stadthäuser an der Lützowstraße Errichtet für die IBA 87 | Lützowstraße 45C–D, von Rainer Oefelein und Bernhard Freund |                                                                    |
| 09097881 | Lützowstraße 44–51H (Lage) | Tor- und Stadthäuser an der Lützowstraße Errichtet für die IBA 87 | Lützowstraße 47, von Rainer Oefelein und Bernhard Freund |                                                                    |
| 09097881 | Lützowstraße 44–51H (Lage) | Tor- und Stadthäuser an der Lützowstraße Errichtet für die IBA 87 | Lützowstraße 49, von Rainer Oefelein und Bernhard Freund |                                                                    |
| 09097881 | Lützowstraße 44–51H (Lage) | Tor- und Stadthäuser an der Lützowstraße Errichtet für die IBA 87 | Lützowstraße 51, von Rainer Oefelein und Bernhard Freund |                                                                    |
| 09097881 | Lützowstraße 44–51H (Lage) | Tor- und Stadthäuser an der Lützowstraße Errichtet für die IBA 87 | Lützowstraße 45A–B, von Manfred Schiedhelm und Karen Axelrad |                                                                    |
| 09097881 | Lützowstraße 44–51H (Lage) | Tor- und Stadthäuser an der Lützowstraße Errichtet für die IBA 87 | Lützowstraße 47A–B, von Manfred Schiedhelm und Karen Axelrad |                                                                    |
| 09097881 | Lützowstraße 44–51H (Lage) | Tor- und Stadthäuser an der Lützowstraße Errichtet für die IBA 87 | Lützowstraße 49C–D, von Manfred Schiedhelm und Karen Axelrad |                                                                    |
| 09097881 | Lützowstraße 44–51H (Lage) | Tor- und Stadthäuser an der Lützowstraße Errichtet für die IBA 87 | Lützowstraße 51C–D, von Manfred Schiedhelm und Karen Axelrad |                                                                    |
| 09097881 | Lützowstraße 44–51H (Lage) | Tor- und Stadthäuser an der Lützowstraße Errichtet für die IBA 87 | Lützowstraße 45E–F, von Otto Steidle |                                                                    |
| 09097881 | Lützowstraße 44–51H (Lage) | Tor- und Stadthäuser an der Lützowstraße Errichtet für die IBA 87 | Lützowstraße 47E–F, von Otto Steidle |                                                                    |
| 09097881 | Lützowstraße 44–51H (Lage) | Tor- und Stadthäuser an der Lützowstraße Errichtet für die IBA 87 | Lützowstraße 49G–H, von Otto Steidle |                                                                    |
| 09097881 | Lützowstraße 44–51H (Lage) | Tor- und Stadthäuser an der Lützowstraße Errichtet für die IBA 87 | Lützowstraße 51G–H, von Otto Steidle |                                                                    |
| 09050200 | Lützowstraße 83–84, 84C, 85 Pohlstraße 62 (Lage)                                                                              | Falk-Realgymnasium und Charlotten-Töchterschule | 1877–1880 von Hermann Blankenstein, heute Fritzlar-Homberg-Schule |                                                                    |
| 09050200 | Lützowstraße 83–84, 84C, 85 Pohlstraße 62 (Lage)                                                                              | Falk-Realgymnasium und Charlotten-Töchterschule | Lehrerwohnhaus und Turnhalle |                                                                    |
| 09050200 | Lützowstraße 83–84, 84C, 85 Pohlstraße 62 (Lage)                                                                              | Falk-Realgymnasium und Charlotten-Töchterschule | Charlotten-Töchterschule, 1877–1878 von Hermann Blankenstein, heute Grips-Grundschule                                                                                              |                                                                    |
| 09050200 | Lützowstraße 83–84, 84C, 85 Pohlstraße 62 (Lage)                                                                              | Falk-Realgymnasium und Charlotten-Töchterschule | Lehrerwohnhaus, Hermann Blankenstein |                                                                    |
| 09097882 | Lützowufer 1A–5A (Lage) | Energiesparhäuser Errichtet für die IBA 87 | 1983–1985 | 1983–1985                                                          |
| 09097882 | Lützowufer 1A–5A (Lage) | Energiesparhäuser Errichtet für die IBA 87 | Lützowufer 1A–1B, von Vladimir Nikolic und Bernd Faskel |                                                                    |
| 09097882 | Lützowufer 1A–5A (Lage) | Energiesparhäuser Errichtet für die IBA 87 | Lützowufer 2–2A, von Gerkan, Marg und Partner |                                                                    |
| 09097882 | Lützowufer 1A–5A (Lage) | Energiesparhäuser Errichtet für die IBA 87 | Lützowufer 3–3A, von Pysall, Stahrenberg und Partner |                                                                    |
| 09097882 | Lützowufer 1A–5A (Lage) | Energiesparhäuser Errichtet für die IBA 87 | Lützowufer 4–4A, von Kilpper und Partner |                                                                    |
| 09097882 | Lützowufer 1A–5A (Lage) | Energiesparhäuser Errichtet für die IBA 87 | Lützowufer 5–5A, von Manfred Schiedhelm und Karen Axelrad |                                                                    |
| 09097884 | Rauchstraße 4–6 Stülerstraße 2–4 Thomas-Dehler-Straße 1/7 (Lage)                                                              | IBA-Stadtvillen, Mehrfamilienhäuser Errichtet für die IBA 87 | 1983–1985 (siehe auch Gartendenkmal Außenanlagen und Mietergärten) | 1983–1985 (siehe auch Gartendenkmal Außenanlagen und Mietergärten) |
| 09097884 | Rauchstraße 4–6 Stülerstraße 2–4 Thomas-Dehler-Straße 1/7 (Lage)                                                              | IBA-Stadtvillen, Mehrfamilienhäuser Errichtet für die IBA 87 | Rauchstraße 4 von François Valentiny und Hubert Hermann |                                                                    |
| 09097884 | Rauchstraße 4–6 Stülerstraße 2–4 Thomas-Dehler-Straße 1/7 (Lage)                                                              | IBA-Stadtvillen, Mehrfamilienhäuser Errichtet für die IBA 87 | Rauchstraße 5, von Hans Hollein |                                                                    |
| 09097884 | Rauchstraße 4–6 Stülerstraße 2–4 Thomas-Dehler-Straße 1/7 (Lage)                                                              | IBA-Stadtvillen, Mehrfamilienhäuser Errichtet für die IBA 87 | Rauchstraße 6, von Rob Krier |                                                                    |
| 09097884 | Rauchstraße 4–6 Stülerstraße 2–4 Thomas-Dehler-Straße 1/7 (Lage)                                                              | IBA-Stadtvillen, Mehrfamilienhäuser Errichtet für die IBA 87 | Stülerstraße 2–4, von Rob Krier |                                                                    |
| 09097884 | Rauchstraße 4–6 Stülerstraße 2–4 Thomas-Dehler-Straße 1/7 (Lage)                                                              | IBA-Stadtvillen, Mehrfamilienhäuser Errichtet für die IBA 87 | Thomas-Dehler-Straße 1, von Klaus Theo Brenner und Benedict Tonon |                                                                    |
| 09097884 | Rauchstraße 4–6 Stülerstraße 2–4 Thomas-Dehler-Straße 1/7 (Lage)                                                              | IBA-Stadtvillen, Mehrfamilienhäuser Errichtet für die IBA 87 | Thomas-Dehler-Straße 3, von Giorgio Grassi |                                                                    |
| 09097884 | Rauchstraße 4–6 Stülerstraße 2–4 Thomas-Dehler-Straße 1/7 (Lage)                                                              | IBA-Stadtvillen, Mehrfamilienhäuser Errichtet für die IBA 87 | Thomas-Dehler-Straße 5, von Henry Nielebock und Partner |                                                                    |
| 09097884 | Rauchstraße 4–6 Stülerstraße 2–4 Thomas-Dehler-Straße 1/7 (Lage)                                                              | IBA-Stadtvillen, Mehrfamilienhäuser Errichtet für die IBA 87 | Thomas-Dehler-Straße 7, von Aldo Rossi und Gianni Braghieri |                                                                    |
| 09097885 | Reichpietschufer 48/50 (Lage)                                                                                                 | Wissenschaftszentrum Berlin Errichtet für die IBA 87 | Zentrum, 1984–1988 von James Stirling und Michael Wilford |                                                                    |
| 09097885 | Reichpietschufer 48/50 (Lage)                                                                                                 | Wissenschaftszentrum Berlin Errichtet für die IBA 87 | Einfriedung |                                                                    |
| 09097885 | Reichpietschufer 48/50 (Lage)                                                                                                 | Wissenschaftszentrum Berlin Errichtet für die IBA 87 | Pergola |                                                                    |
| 09050300 | Reichpietschufer 74–76 Stauffenbergstraße 11–14 (Lage)                                                                        | Reichsmarineamt mit Marinekabinett, Bendlerblock | Reichsmarineamt, 1911–1914 von Reinhardt & Süßenguth |                                                                    |
| 09050300 | Reichpietschufer 74–76 Stauffenbergstraße 11–14 (Lage)                                                                        | Reichsmarineamt mit Marinekabinett, Bendlerblock | Marinekabinett, Nebentrakt, 1911–1914 von Reinhardt & Süßenguth |                                                                    |
| 09050300 | Reichpietschufer 74–76 Stauffenbergstraße 11–14 (Lage)                                                                        | Reichsmarineamt mit Marinekabinett, Bendlerblock | Bendlerblock, 1938 von Bielenberg & Moser mit Gedenkstätte für die Opfer des 20. Juli 1944, Skulptur, 1953 von Richard Scheibe                                                     |                                                                    |
| 09011323 | Stadtbahntrasse zwischen Ostbahnhof und Holtzendorffstraße                                                                    | Stadtbahnviadukt, Bahndamm, Brückenbauten Für weitere Bestandteile des Gesamtdenkmals siehe: Charlottenburg, Friedrichshain, Hansaviertel, Mitte und Moabit                                                  | 1875–1882 von Ernst Dircksen; 1912–1939 Umbauten |                                                                    |
| 09011323 | Stadtbahntrasse zwischen Ostbahnhof und Holtzendorffstraße                                                                    | Stadtbahnviadukt, Bahndamm, Brückenbauten Für weitere Bestandteile des Gesamtdenkmals siehe: Charlottenburg, Friedrichshain, Hansaviertel, Mitte und Moabit                                                  | Landwehrkanalbrücke, 1878–1882 |                                                                    |

## Baudenkmale
| Nr.      | Lage                                                              | Offizielle Bezeichnung | Beschreibung | Bild                          |
| -------- | ----------------------------------------------------------------- | --- | --- | ----------------------------- |
| 09050278 | Alte Potsdamer Straße 5 (Lage)                                    | Weinhaus Huth | 1910–1911 von Heidenreich & Michel |                               |
| 09050227 | Am Karlsbad 3–5 (Lage)                                            | Feuersozietät der Provinz Brandenburg | 1934–1936 von Mebes & Emmerich |                               |
| 09050228 | Am Karlsbad 8 (Lage)                                              | Gewerkschaftshaus des Gewerkschaftsbunds der Angestellten | 1928–1929 von Johann Emil Schaudt |                               |
| 09050251 | Am Karlsbad 10 (Lage)                                             | Afrikahaus (Berlin) | 1910–1911 von Franz Hildebrandt |                               |
| 09050255 | Bellevuestraße 1 (Lage)                                           | Grand Hotel Esplanade | Fragmente der Fassade 1907–1909 und 1911–1912 von Otto Rehnig | Fassade                       |
| 09050255 | Bellevuestraße 1 (Lage)                                           | Grand Hotel Esplanade | Fragmente des translozierten Kaisersaals, 1907–1909 und 1911–1912 von Otto Rehnig | Translozierter Frühstückssaal |
| 09050255 | Bellevuestraße 1 (Lage)                                           | Grand Hotel Esplanade | Fragmente des Frühstückssaals, 1907–1909 und 1911–1912 von Otto Rehnig | Translozierter Frühstückssaal |
| 09050166 | Bissingzeile 11 (Lage)                                            | Mietshaus | 1895–1897 von Garnn & Krantz (Grundrisse) und Cremer & Wolffenstein (Fassade) |                               |
| 09050371 | Dennewitzstraße 2 (Lage)                                          | Hoch- und Untergrundbahn, Verstärkungslinie, Streckenführung zwischen Bahnhof Gleisdreieck und Abfahrtsrampe mit Hochbahnbrücke und Hausdurchführung (heute Teil der U-Bahn-Linie U1) | Hochbahnbrücke, 1925–1926 von Alfred Grenander |                               |
| 09050371 | Dennewitzstraße 2 (Lage)                                          | Hoch- und Untergrundbahn, Verstärkungslinie, Streckenführung zwischen Bahnhof Gleisdreieck und Abfahrtsrampe mit Hochbahnbrücke und Hausdurchführung (heute Teil der U-Bahn-Linie U1) | Mietshaus, 1877 von F. Hamann, Umbau 1925–1926 |                               |
| 09050238 | Derfflingerstraße 6 (Lage)                                        | Maison d’Orange / Villa Ullstein | 1884 von Adolf Schaum, Umbau 1910–1911 von Ernst Lessing |                               |
| 09050418 | Derfflingerstraße 8 (Lage)                                        | Villa Maltzahn | 1872–1873 von Otto Wuttke |                               |
| 09050311 | Derfflingerstraße 14 (Lage)                                       | Mietshaus | 1873–1874 von zur Nieden |                               |
| 09050303 | Derfflingerstraße 21 (Lage)                                       | Ungersche Klinik | Klinik, 1904–1905 von Breslauer und Salinger |                               |
| 09050303 | Derfflingerstraße 21 (Lage)                                       | Ungersche Klinik | Vorderhausfassade, 1936 von Böttcher |                               |
| 09050348 | Drakestraße 1 Thomas-Dehler-Straße (Lage)                         | Dänische Gesandtschaft | 1938–1940 von Johann Emil Schaudt |                               |
| 09050348 | Drakestraße 1 Thomas-Dehler-Straße (Lage)                         | Denkmalverlust: | Bei Umbau zu einem Nobelhotel zwischen 2009 und 2012 wurde der südliche Seitenflügel abgerissen                                                                                                 |                               |
| 09050263 | Genthiner Straße 10 (Lage)                                        | Lehrerwohnhaus der 107. Gemeindeschule | 1882–1883 von Hermann Blankenstein und Adolf Reich |                               |
| 09050264 | Genthiner Straße 13 (Lage)                                        | Verlagshaus Walter de Gruyter | 1910–1911 von Otto Walter |                               |
| 09050203 | Herbert-von-Karajan-Straße 1 (Lage)                               | Philharmonie Bestandteil des Ensembles: Kulturforum | 1960–1963 von Hans Scharoun (siehe auch Gartendenkmal Tiergartenstraße) |                               |
| 09050203 | Herbert-von-Karajan-Straße 1 (Lage)                               | Philharmonie Bestandteil des Ensembles: Kulturforum | Dachplastik von Hans Uhlmann |                               |
| 09050266 | Hildebrandstraße 5 (Lage)                                         | Villa Hildebrand, Estnische Gesandtschaft | 1870; Umbauten, 1883–1884 von Kayser & v. Großheim, 1895 von Reimarus & Hetzel |                               |
| 09050291 | Hiroshimastraße 1 Tiergartenstraße 22 (Lage)                      | Italienische Botschaft | 1938–1941 von Friedrich Hetzelt im geplanten Diplomatenviertel |                               |
| 09050400 | Hiroshimastraße 11 Hildebrandstraße 4 (Lage)                      | Villa Bergmann, Griechische Botschaft | 1911–1912 von Robert Leibnitz |                               |
| 09097877 | Karl-Heinrich-Ulrichs-Straße 18 (Lage)                            | Umspannwerk und Torhaus | 1987–1989 von Max Dudler |                               |
| 09050271 | Keithstraße 28/32 (Lage)                                          | Landesversicherungsanstalt für die Provinz Brandenburg | 1908–1909 von Solf & Wichards und Hermann Rhode |                               |
| 09050377 | Klingelhöferstraße 14 (Lage)                                      | Bauhaus-Archiv | 1976–1979 von Alexander Cvijanović und Hans Bandel nach Plänen von Walter Gropius |                               |
| 09050377 | Klingelhöferstraße 14 (Lage)                                      | Bauhaus-Archiv | Aufgang im Osten |                               |
| 09050377 | Klingelhöferstraße 14 (Lage)                                      | Teilverlust: | Terrasse und Zugang im Westen, Abriss 2019 für Museumsanbau |                               |
| 09050322 | Kluckstraße 3 Schöneberger Ufer (Lage)                            | Jugendgästehaus | 1961–1962, 1964–1967 von Hans C. Müller und Georg Heinrichs |                               |
| 09050402 | Kluckstraße 36 (Lage)                                             | Mietshaus | 1888–1889 von G. Wohlgemuth |                               |
| 09050272 | Körnerstraße 7–10 (Lage)                                          | Postamt W 35 | Postamt, 1902–1906 von Hermann Struve |                               |
| 09050272 | Körnerstraße 7–10 (Lage)                                          | Postamt W 35 | Paketannahme, 1902–1906 von Hermann Struve |                               |
| 09050273 | Kurfürstenstraße 21–23 (Lage)                                     | Doppelmietshaus | 1885–1886 von Heino Schmieden und Heinrich Aldenkirchen |                               |
| 09050427 | Kurfürstenstraße 57 Derfflingerstraße 12 (Lage)                   | Villa Schwatlo | 1869 von Carl Schwatlo, Umbau 1938–1940 von Otto Sperber |                               |
| 09050331 | Kurfürstenstraße 58 (Lage)                                        | Villa Roßmann (Café Einstein Stammhaus) | 1878 von Max Karchow und Robert Guthmann |                               |
| 09050235 | Kurfürstenstraße 87 (Lage)                                        | Lenzhaus | 1928–1929 von Heinrich Straumer |                               |
| 09050235 | Kurfürstenstraße 87 (Lage)                                        | Lenzhaus | Brandwandgestaltung, 1976 von Eduardo Paolozzi |                               |
| 09050276 | Lichtensteinallee 1 Thomas-Dehler-Straße (Lage)                   | Spanische Botschaft | 1938–1943 von Walter und Johannes Krüger |                               |
| 09050276 | Lichtensteinallee 1 Thomas-Dehler-Straße (Lage)                   | Denkmalverlust: | Die Herrichtung für die Spanische Botschaft 1998–2003 führte zum Abriss des Kanzleiflügels, der durch einen historisierenden Neubau ersetzt wurde.                                              |                               |
| 09097878 | Lützowplatz 1 (Lage)                                              | Wohn- und Geschäftshaus | 1988–1990 von Mario Botta |                               |
| 09097879 | Lützowplatz 3 (Lage)                                              | Wohn- und Geschäftshaus | 1988–1990 von Peter Cook und Christine Hawley |                               |
| 09097880 | Lützowplatz 5 (Lage)                                              | Wohn- und Geschäftshaus | 1988–1990 von Dietrich Bangert, Bernd Jansen, Stefan Scholz und Axel Schultes (BJSS) |                               |
| 09050432 | Lützowstraße 6 (Lage)                                             | Mietshaus | 1878–1879 von Fr. Hampel |                               |
| 09050306 | Lützowstraße 33–36 Genthiner Straße 15 (Lage)                     | Rütgershaus | 1910–1911 von Hermann Dernburg |                               |
| 09050405 | Lützowstraße 92 (Lage)                                            | Mietshaus | 1864–1865 von Robert Lorenz und Otto Bock |                               |
| 09050307 | Lützowstraße 102–104 (Lage)                                       | Maggi-Haus | 1911 von R. Schubring |                               |
| 09050406 | Magdeburger Platz 2 (Lage)                                        | Mietshaus | 1873–1874 von J. C. Forkert |                               |
| 09050407 | Magdeburger Platz 3 (Lage)                                        | Mietshaus | 1873–1874 von J. C. Forkert |                               |
| 09050277 | Matthäikirchplatz (Lage)                                          | Ev. St. Matthäus-Kirche Bestandteil des Ensembles: Kulturforum | 1844–1846 von Friedrich August Stüler, Wiederaufbau 1956–1960 von Paul und Jürgen Emmerich |                               |
| 09050433 | Müller-Breslau-Straße Tiergartenufer (Lage)                       | Versuchsanstalt für Wasserbau und Schiffsbau | Schlepprinne, 1903–1904 |                               |
| 09050433 | Müller-Breslau-Straße Tiergartenufer (Lage)                       | Versuchsanstalt für Wasserbau und Schiffsbau | Institutsgebäude, 1928–1930 |                               |
| 09050433 | Müller-Breslau-Straße Tiergartenufer (Lage)                       | Versuchsanstalt für Wasserbau und Schiffsbau | Umlaufkanal, 1975–1976 von Ludwig Leo |                               |
| 09050262 | Otto-von-Bismarck-Allee 4 (Lage)                                  | Schweizerische Botschaft | 1870–1871 von Friedrich Hitzig, Umbau, 1910–1911 von Paul O. A. Baumgarten |                               |
| 09050341 | Platz der Republik 1 Paul-Löbe-Allee 1 Scheidemannstraße 2 (Lage) | Reichstagsgebäude mit Auffahrt | 1884–1894 von Paul Wallot |                               |
| 09097883 | Pohlstraße 77 (Lage)                                              | Wohn- und Geschäftshaus | 1987–1988 von Hans-Busso von Busse |                               |
| 09050409 | Potsdamer Straße 33–37 Reichpietschufer (Lage)                    | Staatsbibliothek Preußischer Kulturbesitz Bestandteil des Ensembles: Kulturforum | 1964–1978 von Hans Scharoun |                               |
| 09050310 | Potsdamer Straße 50 Reichpietschufer 46 (Lage)                    | Neue Nationalgalerie Bestandteil des Ensembles: Kulturforum | 1965–1968 von Ludwig Mies van der Rohe |                               |
| 09050310 | Potsdamer Straße 50 Reichpietschufer 46 (Lage)                    | Neue Nationalgalerie Bestandteil des Ensembles: Kulturforum | Skulpturenterrasse |                               |
| 09050309 | Potsdamer Straße 58 Schöneberger Ufer 47 (Lage)                   | Loeser & Wolff GmbH | 1928–1929 von Albert Biebendt |                               |
| 09050410 | Potsdamer Straße 73 (Lage)                                        | Mietshaus | 1855–1856 von Johann Daniel Willmann |                               |
| 09050279 | Potsdamer Straße 81A (Lage)                                       | Anton-von-Werner-Haus | 1873–1874 von Ernst Klingenberg; Erweiterung, 1881 von E. F. Jacob |                               |
| 09050314 | Potsdamer Straße 87 (Lage)                                        | Hansa-Haus des Westens | 1910–1911 von Kurt Berndt |                               |
| 09050412 | Potsdamer Straße 91 (Lage)                                        | Mietshaus und Druckerei | 1860–1861 von Johann Daniel Willmann; Fassadengestaltung, 1883 von R. Krebs |                               |
| 09050412 | Potsdamer Straße 91 (Lage)                                        | Mietshaus und Druckerei | Druckerei |                               |
| 09050412 | Potsdamer Straße 91 (Lage)                                        | Mietshaus und Druckerei | Hofwohnhaus |                               |
| 09050280 | Potsdamer Straße 97 (Lage)                                        | Mietshaus | 1863 von Julius Lübcke |                               |
| 09050210 | Potsdamer Straße 103 (Lage)                                       | Mietshaus Bestandteil des Ensembles: Potsdamer Straße | 1893–1894 von Rudolf Goldschmidt |                               |
| 09050211 | Potsdamer Straße 105 (Lage)                                       | Mietshaus Bestandteil des Ensembles: Potsdamer Straße | 1899–1901 von Hermann Schicht |                               |
| 09050281 | Potsdamer Straße 116 (Lage)                                       | Wohn- und Geschäftshaus | 1905–1906 von Rudolph Zahn |                               |
| 09050283 | Rauchstraße 11 (Lage)                                             | Norwegische Gesandtschaft | 1940–1941 von Otto v. Estorff und Gerhard Winkler |                               |
| 09050284 | Rauchstraße 17–18 Drakestraße (Lage)                              | Jugoslawische Gesandtschaft | 1938–1940 von Werner March |                               |
| 09050285 | Rauchstraße 25 (Lage)                                             | Stadtvilla | 1912 von Georg A. Rathenau und Friedrich August Hartmann, nach Umbau 2002–2003 durch Syrische Botschaft genutzt                                                                                 |                               |
| 09050286 | Reichpietschufer 20 (Lage)                                        | Transatlantische Güterversicherungsgesellschaft, Geschäfts- und Wohnhaus (GTZ-Haus)                                                                                                   | 1910–1913 von Paul Karchow |                               |
| 09050344 | Reichpietschufer 50 (Lage)                                        | Reichsversicherungsamt | 1891–1894 von August Busse (siehe auch Gesamtanlage Reichpietschufer 48/50) |                               |
| 09050287 | Reichpietschufer 60 Stauffenbergstraße (Lage)                     | Shell-Haus | 1930–1932 von Emil Fahrenkamp |                               |
| 09050316 | Schöneberger Ufer 57 (Lage)                                       | Mietshaus | 1858–1859 von W. Reiniger und R. Hosemann |                               |
| 09050316 | Schöneberger Ufer 57 (Lage)                                       | Mietshaus | Remise |                               |
| 09050317 | Schöneberger Ufer 59 (Lage)                                       | Mietshaus | 1894–1895 von Joseph Fraenkel |                               |
| 09050315 | Schöneberger Ufer 61 (Lage)                                       | Mietshaus | um 1860; Einfriedung um 1926 |                               |
| 09050315 | Schöneberger Ufer 61 (Lage)                                       | Mietshaus | Anbauten 1887, 1926 |                               |
| 09050315 | Schöneberger Ufer 61 (Lage)                                       | Mietshaus | Remise, 1862 |                               |
| 09020489 | Schöneberger Ufer 71 (Lage)                                       | Atelierhaus des Vereins Berliner Künstlerinnen | 1910–1911 von Heinrich Schweitzer |                               |
| 09020489 | Schöneberger Ufer 71 (Lage)                                       | Atelierhaus des Vereins Berliner Künstlerinnen | Gartenatelier |                               |
| 09050318 | Schöneberger Ufer 73 (Lage)                                       | Mietshaus | 1908–1909 von Adolf Förster |                               |
| 09050289 | Sigismundstraße 4A (Lage)                                         | Villa Parey | 1895–1896 von Kayser & v. Großheim |                               |
| 09050346 | Spreeweg 1 Bellevue-Ufer (Lage)                                   | Schloss Bellevue | 1785 von Michael Philipp Daniel Boumann; Ovaler Saal, 1791 von Carl Gotthard Langhans, Wiederherstellung 1954–1959 durch Carl Heinz Schwennicke (siehe auch Gartendenkmal Schlosspark Bellevue) |                               |
| 09050346 | Spreeweg 1 Bellevue-Ufer (Lage)                                   | Schloss Bellevue | Portierflügel |                               |
| 09050346 | Spreeweg 1 Bellevue-Ufer (Lage)                                   | Schloss Bellevue | Leuchterfigur Junger Mann, um 1785–1787, nach 1980 von Johannes Eckstein |                               |
| 09050346 | Spreeweg 1 Bellevue-Ufer (Lage)                                   | Schloss Bellevue | Leuchterfigur Schöner älterer Mann, vor 1763, nach 1980 von Johann Matthias Gottlieb Heymüller                                                                                                  |                               |
| 09050346 | Spreeweg 1 Bellevue-Ufer (Lage)                                   | Schloss Bellevue | Leuchterfigur Dicker älterer Mann, vor 1763, nach 1980 von Johann Matthias Gottlieb Heymüller                                                                                                   |                               |
| 09050346 | Spreeweg 1 Bellevue-Ufer (Lage)                                   | Schloss Bellevue | Leuchterfigur Junger Mann mit zwei Leuchtkörperhaltern, um 1785–1787, nach 1980 von Johannes Eckstein                                                                                           |                               |
| 09050346 | Spreeweg 1 Bellevue-Ufer (Lage)                                   | Schloss Bellevue | 2 Gruppen Leuchterträger vor der linken Fassadenseite von Schloß Bellevue, um 1785–1787, 1954–1960 von Johannes Eckstein                                                                        |                               |
| 09050346 | Spreeweg 1 Bellevue-Ufer (Lage)                                   | Schloss Bellevue | 2 Gruppen Leuchterträger vor der rechten Fassadenseite von Schloß Bellevue, um 1785–1787, 1954–1960 von Johannes Eckstein                                                                       |                               |
| 09050390 | Stauffenbergstraße 41 (Lage)                                      | Villa Friedmann | 1907 von Cremer & Wolffenstein |                               |
| 09050347 | Straße des 17. Juni (Lage)                                        | Sowjetisches Ehrenmal mit Soldatenfigur | 1945–1946 von Lew Kerbel (siehe auch Gartendenkmal Großer Tiergarten) |                               |
| 09097809 | Straße des 17. Juni (Lage)                                        | Tunnelanlagen des „Achsenkreuzes“ im Spreebogen | 1938–1939 von Generalbauinspektor für die Reichshauptstadt, Albert Speer |                               |
| 09050241 | Tiergartenstraße 30–32 (Lage)                                     | Krupp-Haus (heute Canisius-Kolleg Berlin) | 1937–1938 von Mebes & Emmerich |                               |
| 09050241 | Tiergartenstraße 30–32 (Lage)                                     | Krupp-Haus (heute Canisius-Kolleg Berlin) | Pförtnerhaus, 1937–1938 von Mebes & Emmerich |                               |
| 09050241 | Tiergartenstraße 30–32 (Lage)                                     | Krupp-Haus (heute Canisius-Kolleg Berlin) | Klassentrakte, 1979–1980 von Klaus-Rüdiger Pankrath |                               |
| 09050356 | Von-der-Heydt-Straße 16–18 (Lage)                                 | Villa von der Heydt | 1860–1861 von Hermann Ende |                               |

## Gartendenkmale
| Nr.      | Lage                                                                     | Offizielle Bezeichnung                                                          | Beschreibung | Bild |
| -------- | ------------------------------------------------------------------------ | ------------------------------------------------------------------------------- | --- | ---- |
| 09046314 | Drakestraße (zwischen Rauchstraße und Corneliusstraße) (Lage)            | Gehwegpflasterung                                                               | 1867, 1985–1986 transloziert, ergänzt und wiederhergestellt |      |
| 09097829 | John-Foster-Dulles-Allee 10 (Lage)                                       | Außenanlage der Kongresshalle                                                   | Außenanlagen 1956–1958 von Hugh A. Stubbins, Hans Migge, Willy Alverdes, Werner Düttmann und Franz Mocken (siehe auch Baudenkmal John-Foster-Dulles Allee 10) |      |
| 09097829 | John-Foster-Dulles-Allee 10 (Lage)                                       | Außenanlage der Kongresshalle                                                   | Skulptur „Large Divided Oval: Butterfly“, 1986–1987 von Henry Moore |      |
| 09097834 | Lützowplatz (Lage)                                                       | Lützowplatz, Stadtplatz                                                         | um 1900 von Hermann Mächtig, Umgestaltung ca. 1951–1952 von Willy Alverdes (?), Umgestaltung 1965–1966 von Eberhard Fink |      |
| 09046317 | Spreeweg 1 (Lage)                                                        | Schlosspark Bellevue                                                            | 1784–1806 von Hofgärtner Weil; 1787–1790 erweitert; Umgestaltungen 1880er Jahre; 1951–1960 verkleinert; Neugestaltungen ab 1959 von Reinhard Besserer; 1997–1998 (siehe auch Baudenkmal Schloss Bellevue)                                                                    |      |
| 09046317 | Spreeweg 1 (Lage)                                                        | Schlosspark Bellevue                                                            | Große Flora Nr. 2 (Stahlplastik Säule mit Aufsatz in abstrakten floralen und vegetabilen Formen) |      |
| 09046317 | Spreeweg 1 (Lage)                                                        | Schlosspark Bellevue                                                            | Großer Turm (Edelstahlplastik auf dreieckigem Grundriss) |      |
| 09046317 | Spreeweg 1 (Lage)                                                        | Schlosspark Bellevue                                                            | Gedenkstein für den Prinzen August von Preußen, Sohn des Prinzen August Ferdinand (Sockel einer verlorenen Büste), 1863–1864 von Hermann Gladenbeck |      |
| 09046317 | Spreeweg 1 (Lage)                                                        | Schlosspark Bellevue                                                            | Büstendenkmal Prinz August Ferdinand von Preußen, 1999–2002 von Burckhart Klöter |      |
| 09046317 | Spreeweg 1 (Lage)                                                        | Schlosspark Bellevue                                                            | Büstendenkmal Prinzessin Anna Elisabeth Luise von Preußen, Gemahlin Prinz August Ferdinand von Preußens, 1999–2002 von Burckhart Klöter |      |
| 09046317 | Spreeweg 1 (Lage)                                                        | Schlosspark Bellevue                                                            | Hochzeitsgedenkstein auf den 27.9.1805 |      |
| 09046317 | Spreeweg 1 (Lage)                                                        | Schlosspark Bellevue                                                            | Weibliche Standfigur Galathea, um 1750 von Harald Haacke, 1964 |      |
| 09046317 | Spreeweg 1 (Lage)                                                        | Schlosspark Bellevue                                                            | Zweiteilige Skulptur Zwei sich wandelnde Vasen, 1973 von Ulrich Beier |      |
| 09097871 | Tiergartenstraße Ben-Gurion-Straße 1 Herbert-von-Karajan-Straße 1 (Lage) | Philharmonischer Garten Bestandteil des Ensembles: Kulturforum                  | 1963–1964 von Hermann Mattern, 1982–1984 von Günter Nagel (siehe auch Baudenkmal Herbert-von-Karajan-Straße 1) |      |
| 09097888 | Rauchstraße 4–6 Stülerstraße 2–4 Thomas-Dehler-Straße 1/7 (Lage)         | Außenanlagen und Mietergärten der IBA-Stadtvillen                               | 1983–1984 von Elmar Knippschild, Cornelia Müller, Jan Wehberg (siehe auch Gesamtanlage Rauchstraße 4–6) |      |
| 09046318 | Straße des 17. Juni (Lage)                                               | Großer Tiergarten, Stadtpark mit allen Denkmälern, Brunnen, Skulpturen, Brücken | seit 15. Jh., 17.–20. Jh. u. a. von Georg Wenzeslaus von Knobelsdorff, Justus Ehrenreich Sello, Peter Joseph Lenné, Eduard Neide und Willy Alverdes, Veränderung 1938, Wiederherstellung seit 1949 (siehe auch Gesamtanlage Großer Stern und Baudenkmal Straße des 17. Juni) |      |
| 09046318 | Straße des 17. Juni (Lage)                                               | Großer Tiergarten, Stadtpark mit allen Denkmälern, Brunnen, Skulpturen, Brücken | Herkules Musagetes, um 1745 von Georg Franz Ebenhecht |      |
| 09046318 | Straße des 17. Juni (Lage)                                               | Großer Tiergarten, Stadtpark mit allen Denkmälern, Brunnen, Skulpturen, Brücken | Der Rufer, 1967 & 1989 von Gerhard Marcks |      |
| 09046318 | Straße des 17. Juni (Lage)                                               | Großer Tiergarten, Stadtpark mit allen Denkmälern, Brunnen, Skulpturen, Brücken | Mauerdenkmal, 1961, 2019 durch ein KfZ zerstört |      |
| 09046318 | Straße des 17. Juni (Lage)                                               | Großer Tiergarten, Stadtpark mit allen Denkmälern, Brunnen, Skulpturen, Brücken | Fontane-Denkmal, 1908–1910, Kopie 1980 von Max Klein |      |
| 09046318 | Straße des 17. Juni (Lage)                                               | Großer Tiergarten, Stadtpark mit allen Denkmälern, Brunnen, Skulpturen, Brücken | Stumpf-Bild mit weiblicher Maske, 1990 von Manfred Ritthoff-Liena |      |
| 09046318 | Straße des 17. Juni (Lage)                                               | Großer Tiergarten, Stadtpark mit allen Denkmälern, Brunnen, Skulpturen, Brücken | Lobpreisstein am Neuen See, 1975 |      |
| 09046318 | Straße des 17. Juni (Lage)                                               | Großer Tiergarten, Stadtpark mit allen Denkmälern, Brunnen, Skulpturen, Brücken | Karl-Liebknecht-Denkmal, 1987 von Ralf Schüler & Ursula Schüler-Witte |      |
| 09046318 | Straße des 17. Juni (Lage)                                               | Großer Tiergarten, Stadtpark mit allen Denkmälern, Brunnen, Skulpturen, Brücken | Löwenbrücke, 1838 von Ludwig Ferdinand Hesse |      |
| 09046318 | Straße des 17. Juni (Lage)                                               | Großer Tiergarten, Stadtpark mit allen Denkmälern, Brunnen, Skulpturen, Brücken | Die Mitteilung (Dr.-Magnus-Hirschfeld-Gedenkstele), 1994 von Georg Seibert |      |
| 09046318 | Straße des 17. Juni (Lage)                                               | Großer Tiergarten, Stadtpark mit allen Denkmälern, Brunnen, Skulpturen, Brücken | Der Sieger, 1906–1907 & 2001 von Wilhelm Wandschneider und Gießerei Lauchhammer |      |
| 09046318 | Straße des 17. Juni (Lage)                                               | Großer Tiergarten, Stadtpark mit allen Denkmälern, Brunnen, Skulpturen, Brücken | Abschied des Kriegers von seiner Familie & Auszug des Kriegers, 1864–1874 von Hermann Wittig |      |
| 09046318 | Straße des 17. Juni (Lage)                                               | Großer Tiergarten, Stadtpark mit allen Denkmälern, Brunnen, Skulpturen, Brücken | Der Kampf & Schanzenstürmung, um 1864–1874 von Rudolf Schweinitz |      |
| 09046318 | Straße des 17. Juni (Lage)                                               | Großer Tiergarten, Stadtpark mit allen Denkmälern, Brunnen, Skulpturen, Brücken | "Der Verwundete Krieger", um 1864–1874 von Ludwig Brodwolf |      |
| 09046318 | Straße des 17. Juni (Lage)                                               | Großer Tiergarten, Stadtpark mit allen Denkmälern, Brunnen, Skulpturen, Brücken | Die glückliche Heimkehr des Kriegers, um 1864–1874 von Alexander Calandrelli |      |
| 09046318 | Straße des 17. Juni (Lage)                                               | Großer Tiergarten, Stadtpark mit allen Denkmälern, Brunnen, Skulpturen, Brücken | Brunnenfigur Triton, 1888 & 1987 von Joseph von Kopf |      |
| 09046318 | Straße des 17. Juni (Lage)                                               | Großer Tiergarten, Stadtpark mit allen Denkmälern, Brunnen, Skulpturen, Brücken | Der Rhein, um 1864–1874 von Rudolf Schweinitz |      |
| 09046318 | Straße des 17. Juni (Lage)                                               | Großer Tiergarten, Stadtpark mit allen Denkmälern, Brunnen, Skulpturen, Brücken | Die Oder, von der ehemaligen Neuen Königsbrücke, um 1864–1874 |      |
| 09046318 | Straße des 17. Juni (Lage)                                               | Großer Tiergarten, Stadtpark mit allen Denkmälern, Brunnen, Skulpturen, Brücken | Die Weichsel, von der ehemaligen Neuen Königsbrücke, um 1864–1874 von Hermann Wittig |      |
| 09046318 | Straße des 17. Juni (Lage)                                               | Großer Tiergarten, Stadtpark mit allen Denkmälern, Brunnen, Skulpturen, Brücken | Die Elbe, von der ehemaligen Neuen Königsbrücke, um 1864–1874 von Alexander Calandrelli |      |
| 09046318 | Straße des 17. Juni (Lage)                                               | Großer Tiergarten, Stadtpark mit allen Denkmälern, Brunnen, Skulpturen, Brücken | Wildschwein (Kletterfigur), 1952 von Karl Wenke |      |
| 09046318 | Straße des 17. Juni (Lage)                                               | Großer Tiergarten, Stadtpark mit allen Denkmälern, Brunnen, Skulpturen, Brücken | Gedenkstein für den Hofmarschall Ernst von Bredow, 1774–1785 & 1984 & 1989 von Jean-Antoine Tassaert |      |
| 09046318 | Straße des 17. Juni (Lage)                                               | Großer Tiergarten, Stadtpark mit allen Denkmälern, Brunnen, Skulpturen, Brücken | Knabe mit Pony, 1896 von Erdmann Encke |      |
| 09046318 | Straße des 17. Juni (Lage)                                               | Großer Tiergarten, Stadtpark mit allen Denkmälern, Brunnen, Skulpturen, Brücken | Liegender Bison, 1902 von Rudolf Siemering |      |
| 09046318 | Straße des 17. Juni (Lage)                                               | Großer Tiergarten, Stadtpark mit allen Denkmälern, Brunnen, Skulpturen, Brücken | Tierskulptur Silberfisch (auch genannt: Fisch, Wassertier), 1960 von Alfred Trenkel |      |
| 09046318 | Straße des 17. Juni (Lage)                                               | Großer Tiergarten, Stadtpark mit allen Denkmälern, Brunnen, Skulpturen, Brücken | Sonnenuhr, um 1987 |      |
| 09046318 | Straße des 17. Juni (Lage)                                               | Großer Tiergarten, Stadtpark mit allen Denkmälern, Brunnen, Skulpturen, Brücken | Stumpf-Bild nach 1990 von Manfred Ritthoff-Lienau |      |
| 09046318 | Straße des 17. Juni (Lage)                                               | Großer Tiergarten, Stadtpark mit allen Denkmälern, Brunnen, Skulpturen, Brücken | Lessing-Denkmal, 1887–1890 von Otto Lessing |      |
| 09046318 | Straße des 17. Juni (Lage)                                               | Großer Tiergarten, Stadtpark mit allen Denkmälern, Brunnen, Skulpturen, Brücken | Goethe-Denkmal, 1880 & 1987 von Fritz Schaper |      |
| 09046318 | Straße des 17. Juni (Lage)                                               | Großer Tiergarten, Stadtpark mit allen Denkmälern, Brunnen, Skulpturen, Brücken | Löwengruppe, 1872 von Friedrich Wilhelm Wolff |      |
| 09046318 | Straße des 17. Juni (Lage)                                               | Großer Tiergarten, Stadtpark mit allen Denkmälern, Brunnen, Skulpturen, Brücken | Haydn-Mozart-Beethoven-Denkmal (Musiker-Denkmal), 1898–1904 von Rudolf und Wolfgang Siemering |      |
| 09046318 | Straße des 17. Juni (Lage)                                               | Großer Tiergarten, Stadtpark mit allen Denkmälern, Brunnen, Skulpturen, Brücken | Amazone zu Pferde, 1906 von Louis Tuaillon (ehemals auf dem Floraplatz aufgestellt) |      |
| 09046318 | Straße des 17. Juni (Lage)                                               | Großer Tiergarten, Stadtpark mit allen Denkmälern, Brunnen, Skulpturen, Brücken | Liegender Elch (Elchkuh), 1893–1897 & 1902 von Rudolf Siemering. Die vom Landesdenkmalamt im Internet veröffentlichte Liste ist veraltet. Tatsächlich ist der Elch ein männliches Tier, dem das Geweih abgesägt wurde, im Jahre 2019/2020 restauriert.                       |      |
| 09046318 | Straße des 17. Juni (Lage)                                               | Großer Tiergarten, Stadtpark mit allen Denkmälern, Brunnen, Skulpturen, Brücken | Liegender Elch (männlich) & Elchbulle. 1893–1897 & 1902 von Rudolf Siemering |      |
| 09046318 | Straße des 17. Juni (Lage)                                               | Großer Tiergarten, Stadtpark mit allen Denkmälern, Brunnen, Skulpturen, Brücken | Froschbrunnen, vor 1918 |      |
| 09046318 | Straße des 17. Juni (Lage)                                               | Großer Tiergarten, Stadtpark mit allen Denkmälern, Brunnen, Skulpturen, Brücken | Sockel zum Büstendenkmal Dr. von Renvers, nach 1950 |      |
| 09046318 | Straße des 17. Juni (Lage)                                               | Großer Tiergarten, Stadtpark mit allen Denkmälern, Brunnen, Skulpturen, Brücken | Sockel (Original) der Skulptur Winzerin von Drake, 1868 Johann Friedrich Drake |      |
| 09046318 | Straße des 17. Juni (Lage)                                               | Großer Tiergarten, Stadtpark mit allen Denkmälern, Brunnen, Skulpturen, Brücken | Adler (wahrscheinlich von der Siegesallee), um 1900 |      |
| 09046318 | Straße des 17. Juni (Lage)                                               | Großer Tiergarten, Stadtpark mit allen Denkmälern, Brunnen, Skulpturen, Brücken | 3 Bären von der Terrasse der Villa Deutsch, um 1916 von August Gaul |      |
| 09046318 | Straße des 17. Juni (Lage)                                               | Großer Tiergarten, Stadtpark mit allen Denkmälern, Brunnen, Skulpturen, Brücken | Denkmal des Prinzen Wilhelm von Preußen (Jung-Wilhelm), 1904 von Adolf Brütt |      |
| 09046318 | Straße des 17. Juni (Lage)                                               | Großer Tiergarten, Stadtpark mit allen Denkmälern, Brunnen, Skulpturen, Brücken | Denkmal König Friedrich Wilhelms III., 1849, Kopie 1981, Johann Friedrich Drake |      |
| 09046318 | Straße des 17. Juni (Lage)                                               | Großer Tiergarten, Stadtpark mit allen Denkmälern, Brunnen, Skulpturen, Brücken | Richard-Wagner-Denkmal, 1901–1903 von Gustav Eberlein |      |
| 09046318 | Straße des 17. Juni (Lage)                                               | Großer Tiergarten, Stadtpark mit allen Denkmälern, Brunnen, Skulpturen, Brücken | Rousseau-Säule, 1987 |      |
| 09046318 | Straße des 17. Juni (Lage)                                               | Großer Tiergarten, Stadtpark mit allen Denkmälern, Brunnen, Skulpturen, Brücken | Lortzing-Denkmal, 1904–1906 von Gustav Eberlein |      |
| 09046318 | Straße des 17. Juni (Lage)                                               | Großer Tiergarten, Stadtpark mit allen Denkmälern, Brunnen, Skulpturen, Brücken | Baumdank-Denkmal, 1951 von Karl Wenke |      |
| 09046318 | Straße des 17. Juni (Lage)                                               | Großer Tiergarten, Stadtpark mit allen Denkmälern, Brunnen, Skulpturen, Brücken | Südost-Kolonnade (Pergola) des Rosengartens, 1909 von Felix Freudemann |      |
| 09046318 | Straße des 17. Juni (Lage)                                               | Großer Tiergarten, Stadtpark mit allen Denkmälern, Brunnen, Skulpturen, Brücken | Schalenbrunnen aus Granit, 1840–1860 und 1970 von Gottlieb Christian Cantian |      |
| 09046318 | Straße des 17. Juni (Lage)                                               | Großer Tiergarten, Stadtpark mit allen Denkmälern, Brunnen, Skulpturen, Brücken | Liegender Wapiti-Hirsch I auf Sockel, 1893–1897, 1902 von Rudolf Siemering |      |
| 09046318 | Straße des 17. Juni (Lage)                                               | Großer Tiergarten, Stadtpark mit allen Denkmälern, Brunnen, Skulpturen, Brücken | Liegender Wapiti-Hirsch II auf Sockel, 1893–1897, 1902 von Rudolf Siemering |      |
| 09046318 | Straße des 17. Juni (Lage)                                               | Großer Tiergarten, Stadtpark mit allen Denkmälern, Brunnen, Skulpturen, Brücken | Weibliches Standbild mit Putto „Flora“ („Pomona“) auf Sockel, vor 1796 & 1977 |      |
| 09046318 | Straße des 17. Juni (Lage)                                               | Großer Tiergarten, Stadtpark mit allen Denkmälern, Brunnen, Skulpturen, Brücken | Bremer Denkmal (Baum-Spende-Dank an die Stadt Bremen), 1950 von Karl Wenke |      |
| 09046318 | Straße des 17. Juni (Lage)                                               | Großer Tiergarten, Stadtpark mit allen Denkmälern, Brunnen, Skulpturen, Brücken | Sockel (Original) der Standfigur „Flora“, 1701–1800 |      |
| 09046318 | Straße des 17. Juni (Lage)                                               | Großer Tiergarten, Stadtpark mit allen Denkmälern, Brunnen, Skulpturen, Brücken | Graefe-Denkmal, 1970 von Edzard Hobbing |      |
| 09046318 | Straße des 17. Juni (Lage)                                               | Großer Tiergarten, Stadtpark mit allen Denkmälern, Brunnen, Skulpturen, Brücken | Figurengruppe Das deutsche Volkslied, 1875 & 1993 von Hans Starcke |      |
| 09046318 | Straße des 17. Juni (Lage)                                               | Großer Tiergarten, Stadtpark mit allen Denkmälern, Brunnen, Skulpturen, Brücken | Altgermanische Büffeljagd, 1904 von Fritz Schaper |      |
| 09046318 | Straße des 17. Juni (Lage)                                               | Großer Tiergarten, Stadtpark mit allen Denkmälern, Brunnen, Skulpturen, Brücken | Figurengruppe Eberjagd der Renaissancezeit (um 1500), 1904 von Carl Begas |      |
| 09046318 | Straße des 17. Juni (Lage)                                               | Großer Tiergarten, Stadtpark mit allen Denkmälern, Brunnen, Skulpturen, Brücken | Hasenhetze um 1750, 1904 von Max Baumbach |      |
| 09046318 | Straße des 17. Juni (Lage)                                               | Großer Tiergarten, Stadtpark mit allen Denkmälern, Brunnen, Skulpturen, Brücken | Figurengruppe Fuchsjagd zur Kaiserzeit (auch: „Zeitgenössische Fuchsjagd“, „Fuchsjagd um 1900“), 1904 von Wilhelm Haverkamp |      |
| 09046318 | Straße des 17. Juni (Lage)                                               | Großer Tiergarten, Stadtpark mit allen Denkmälern, Brunnen, Skulpturen, Brücken | Königin-Luise-Denkmal, 1876–1880 & 1982–1983 & 1984–1987 von Erdmann Encke |      |
| 09046318 | Straße des 17. Juni (Lage)                                               | Großer Tiergarten, Stadtpark mit allen Denkmälern, Brunnen, Skulpturen, Brücken | Liegender Bison (auch: Büffel, Wisent, Ur), 1893–1897 & 1902 von R. Siemering |      |
| 09046318 | Straße des 17. Juni (Lage)                                               | Großer Tiergarten, Stadtpark mit allen Denkmälern, Brunnen, Skulpturen, Brücken | Rosa-Luxemburg-Denkmal, 1987 von Ralf Schüler & Ursula Schüler-Witte |      |